# سوبارو فيفيو

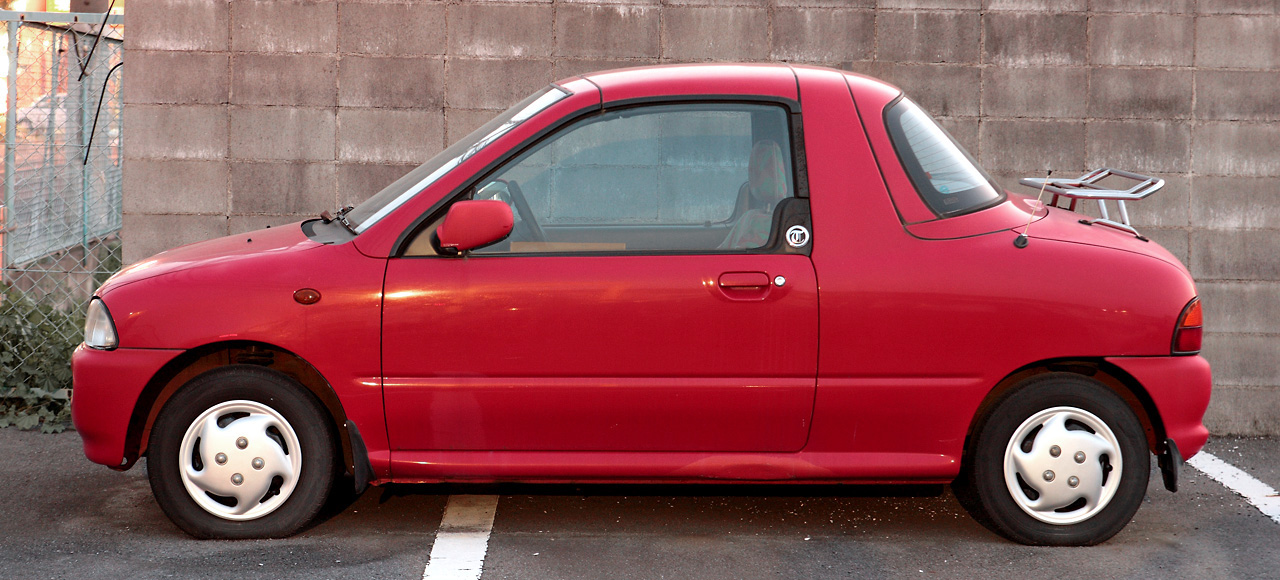
سوبارو فيفيو تي توب

سوبارو فيفيو هي سيارة كاي تم طرحها في مارس 1992، وتم تصنيعها بواسطة سوبارو حتى أكتوبر 1998. لديها محرك 658 سي سي (52 حصان) متعدد النقاط محقون بالوقود بأربع أسطوانات (تم المطالبة بـ 44 PS DIN في أوروبا لنفس المحرك)، وهو صغير بما يكفي لوضعه في فئة السيارات الخفيفة، مما يعطي أصحابها إعفاءات ضريبية كبيرة في اليابان. كان هناك أيضًا نسخة مكربنة مع 42 PS (31 كيلو واط، 41 حصان) في اليابان، والتي تم تجهيزها بنسخة فيفيو فون. يشعر الراكب بأن فيفيو فسيح بالمقارنة مع حجمه الصغير، وذلك بفضل المظهر الجانبي الطويل نسبيًا والنوافذ الكبيرة. إنها واحدة من أخف سيارات كاي، حيث يتراوح وزنها بين 650 كجم (1433 باوند) و 700 كجم (1543 باوند) حسب الموديل.

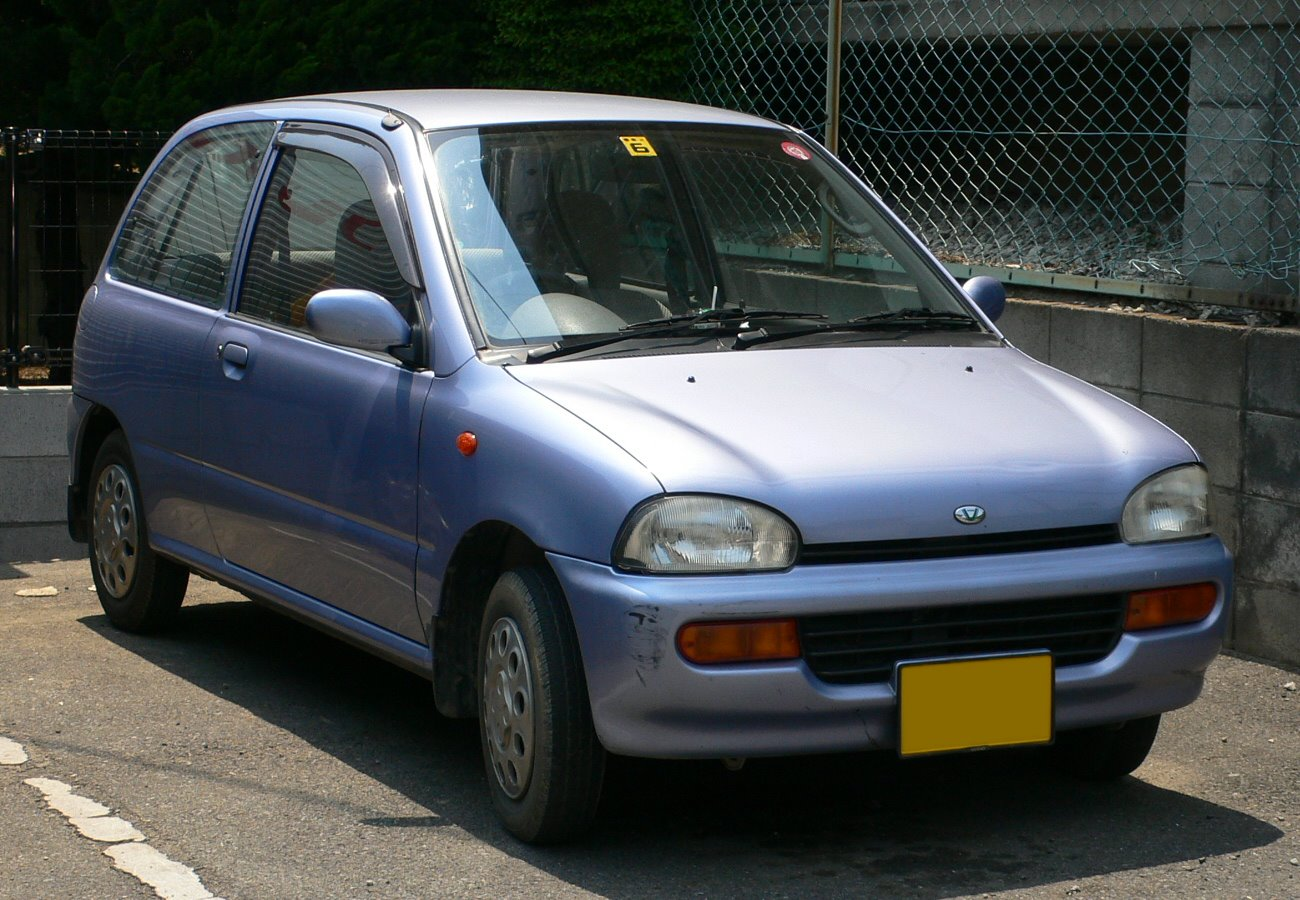

## التاريخ
اسم "Vivio" هو إشارة إلى إزاحة المحرك لـ 660 مكتوبة بالأرقام الرومانية (VI ، VI ، O)، وأيضًا مستوحى من كلمة "vivid". لقد حلت محل ريكس الذي تم تقديمه في السبعينيات، وحلت محلها سوبارو بليو. كان متوفرا ب 3 و 5 أبواب بشكل شائع، مع إصدار أعلى تارجا ببابين يسمى تي توب متاح لطلب خاص من 1994. تم بناء تي توب من قبل تاكادا كوجيو، وهو متخصص سيارات مكشوفة قام أيضًا بتجميع سيارات فيجارو وسيلفيا فاريتا من بين سيارات متخصصة أخرى.

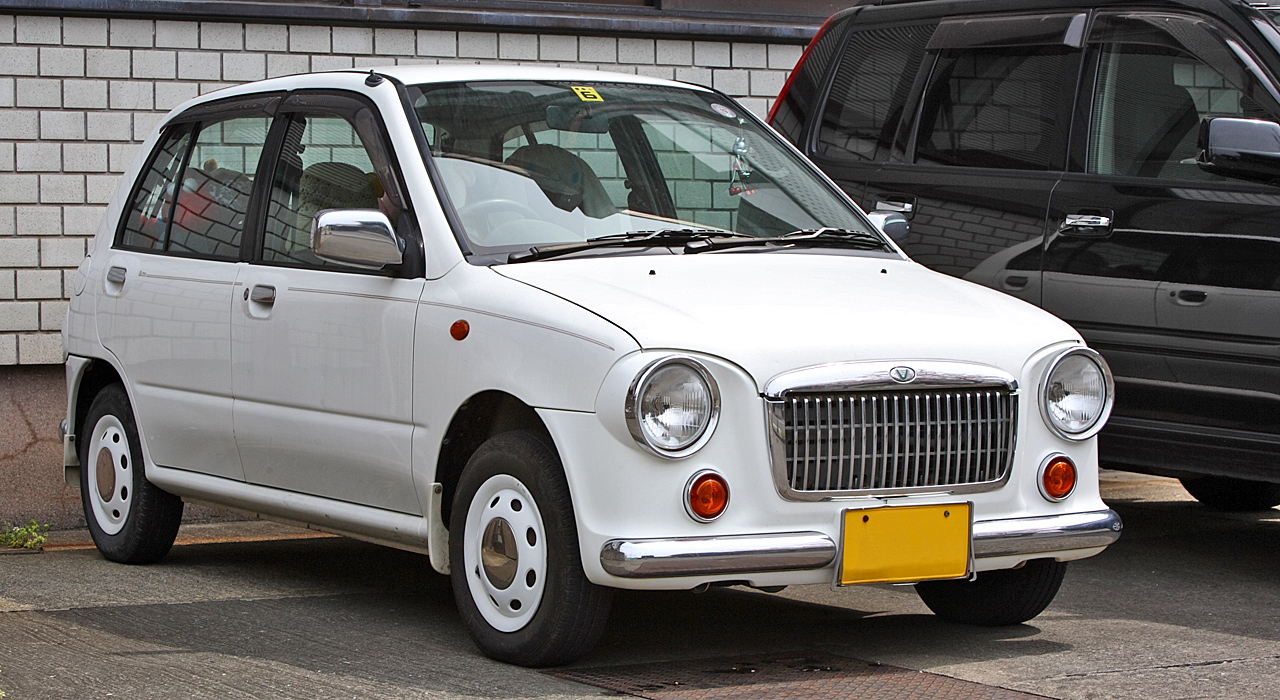
سوبارو فيفيو بييسترو النسخة البيضاء

في نوفمبر 1995 تم تقديم فيفيو بيسترو. كانت هذه نسخة معدلة مع مظهر كلاسيكي وواجهات صغيرة أمامية وخلفية والتنجيد والتعديلات المطابقة للوحة القيادة. كانت سلسلة بيسترو شائعة، مما تسبب في إطلاق سوبارو لإصدارات متعددة من بيسترو، تسمى «بيسترو بي كستوم»، و «بيسترويفون»، و «بيسترو النسخة البيضاء»، و «بيسترو إل»، و «بيسترو الرياضية» مع عجلات بي بي إس، بيسترو إس إس باستخدام مجموعة المحرك من فيفيو آر إكس إس إس، و «كلب بيسترو» مع مظهر تاكسي لندن الأسود. كان توجه السيارات ذات الطراز القديم شائعًا جدًا في اليابان في التسعينيات بعد نجاح سلسلة سيارات نيسان «بايك» مثل باو وفيجارو. جربت سوبارو هذا النهج أيضًا مع سيارة سوبارو إمبريزا الأكبر والتي تسمى كاسا بلانكا حيث كان النجاح محدودا.
كانت فيفيو متوفرة مع مجموعة متنوعة من المحركات ذات الأربع أسطوانات عادية التعشيق أو فائقة الشحن مع خيارات مختلفة لصندوق التروس (بما في ذلك ECVT - ناقل حركة متغير باستمرار يتم التحكم فيه إلكترونيًا). غير خط RX-R، كانت جميع المحركات عبارة عن تصميمات ذات 8 صمامات SOHC.

## رياضة السيارات
تم استخدام فئة آر إكس-آر وآر إكس-آر إيه فائقة الشحن على نطاق واسع لرالي في اليابان. كانت آر إكس-آر إيه عبارة عن نوع للسباق مع تروس أكثر قربًا وتعليق أصعب من آر إكس-آر. لا يزال بعض المشاركين يدخلون فيفيوس في رالي اليابان دبل يو آر سي.
في عام 1992، في ماراثون باريس وبكين، قام أحد المشاركين بتشغيل فيفيو آر إكس-آر بمحرك EN07X. توقع معظم الأشخاص الذين شاهدوا السيارة انسحابها المبكر من الخدمة ولكنها كانت أسرع من ميتسوبيشي باجيرو في المرحلة التمهيدية، وسارت لأكثر من أسبوع حتى كسر تعليقها. وصلت السيارة إلى خط النهاية بشكل غير رسمي بعد إجراء الإصلاحات، دون أي مشاكل خطيرة أخرى.
كان أشهر ظهور لـفيفيو في حدث دولي لرياضة السيارات في جولة عام 1993 من سفاري رالي بموجب قرار من سائق المصنع السابق ومؤسس شركة Subaru Technica International ومالك الفريق، نوريوكي كوسيكي، للترويج للسيارة. اتخذ قرارًا بدخول ثلاثة من سيارات فيفيو سوبر كي كي الرياضية بقيادة ماساشي إيشيدا والسائق المحلي باتريك نجيرو ونجم دبل يو آر سي القادم كولين ماكراي في أول ظهور له على سفاري.
انهت سيارة واحدة فقط من السيارات الثلاث السباق حيث استقرت في المركز الثاني عشر يقودها نجيرو.